# JAA
Joint Aviation Authorities (JAA, česky Sdružené letecké úřady) byl mezinárodní letecký úřad sdružující letecké úřady většiny evropských států. Vznikl roku 1970 a původně pouze certifikoval velká letadla. Později se jeho kompetence rozšířily a od roku 2009 je převzala nová Evropská agentura pro bezpečnost letectví (European Aviation Safety Agency) (EASA) se sídlem v Kolíně nad Rýnem. Z dřívější JAA zůstala jen její složka JAA-TO (Training Organisation) pro vzdělání a výcvik.

## Historie
JAA sídlila v Nizozemsku a byla přidruženou organizací k Evropské konferenci pro civilní letectví (ECAC), členství v ECAC bylo nezbytnou podmínkou členství v JAA; z 41 členů ECAC bylo 38 členem JAA. JAA byla protějškem amerického leteckého úřadu Federal Aviation Administration (FAA), oba tyto úřady byly odpovědné za certifikaci nových letadel pro obchodní použití a měly dohodu o vzájemném uznávání certifikátů letadel i pilotních průkazů. Český Úřad pro civilní letectví (ÚCL) byl členem JAA.
JAA neměla návaznost na orgány EU, od roku 2009 ji nahradila nová Evropská agentura pro bezpečnost letectví (EASA), která je orgánem EU. Některé nečlenské země EU se přesto mohly stát členy EASA, i když bez hlasovacího práva.

## Členské země
[kdy?]
| - Albánie - Arménie - Belgie - Bulharsko - Česko - Dánsko - Estonsko - Finsko - Francie - Chorvatsko - Irská republika - Island - Itálie | - Kypr - Litva - Lotyšsko - Lucembursko - Maďarsko - Malta - Moldavsko - Monako - Německo - Nizozemsko - Norsko - Polsko - Portugalsko | - Rakousko - Rumunsko - Řecko - Severní Makedonie - Slovensko - Slovinsko - Španělsko - Švédsko - Švýcarsko - Turecko - Ukrajina - Velká Británie |